# Park Centralny w Nowosybirsku
Park Centralny w Nowosybirsku (ros. Центральный парк) – park znajdujący się w rosyjskim mieście Nowosybirsk.

## Historia
Park Centralny administracyjnie położony jest na terenie dzielnicy miasta zwanej rejonem centralnym, w pobliżu placu Lenina. Pomysły ulokowania w tym miejscu parku pojawiły się po przejęciu władzy przez bolszewików. 5 czerwca 1923 roku na sesji Nowonikołajewskiej Rady Miejskiej uzgodniono, że rozpoczną się prace nad projektem zespołu parkowego-rekreacyjnego. Miał on znaleźć się w pobliżu jednej z kaplic, na terenie który zajmowany był wówczas przez jeden z mniejszych, lokalnych cmentarzy. Wkrótce rozpoczęły się prace przygotowawcze, a sam obiekt został otwarty w 1925 roku. Z uwagi na przeszłość tego terenu był on początkowo zwany był nieformalnie Parkiem Cmentarnym, aż w końcu władze postanowiły oficjalnie nadać mu nazwę Parku Centralnego. Nie miał on własnego kierownictwa ani zarządu, lecz podlegał pod różne instytucje kulturalno-artystyczne w mieście. Na terenie parku organizowano w miesiącach letnich koncerty, wystawiano sztuki teatralne, organizowano także odczyty literackie i wykłady. Znajdowała się tu także sala gimnastyczna z prysznicami, strzelnica oraz miejsce wyznaczone do zażywania kąpieli słonecznych. 
W latach trzydziestych parkowi nadano imię Józefa Stalina i oficjalnie był znany jako Park Józefa Stalina. Jego powierzchnia wynosiła wówczas około 8 hektarów. 19 stycznia 1938 roku stał się on niezależną jednostką podległą władzom Nowosybirska. 22 lutego 1944 roku placówka została przekształcona w Park Kultury i Odpoczynku imienia Józefa Stalina. Na terenie parku otwarto wówczas m.in. czytelnie, miejsca do gry w szachy oraz w bilard. W 1952 roku w starej drewnianej kaplicy otwarto planetarium, a w 1959 roku budynek Teatru Komediowo-Muzycznego. Po dojściu do władzy Nikity Chruszczowa, w ramach procesów destalinizacyjnych, 4 października 1961 roku, pozbawiono Józefa Stalina patronatu nad obiektem parkowym i odtąd był on znany jako Park Kultury i Odpoczynku. 4 grudnia 1963 roku do nazwy dodano człon "Centralny" i jako taki przetrwał on rozpad Związku Radzieckiego i narodziny Federacji Rosyjskiej.

## Charakterystyka
Nowosybirski Park Centralny jest jednym z głównych obiektów zieleni znajdujących się w centrum Nowosybirska, liczy on powierzchnię 10,5 hektarów. Przedzielony jest alejkami, znajdują się tu strefy kwiatowe, a dla dzieci przygotowano małe miejsce rozrywki, z m.in. karuzelami i temu podobnymi atrakcjami. Zarząd Parku Centralnego regularnie organizuje festyny, konkursy, gry i zabawy dla dzieci oraz koncerty. Znajdują się tu też kafejki, kawiarnie oraz kilkadziesiąt obiektów rekreacyjnych.